# Вощане
Вощане (хорв. Voštane) — населений пункт у Хорватії, у Сплітсько-Далматинській жупанії у складі міста Триль.

## Населення
Населення за даними перепису 2011 року становило 42 осіб.
Динаміка чисельності населення поселення:

## Клімат
Середня річна температура становить 8,79 °C, середня максимальна – 22,52 °C, а середня мінімальна – -6,16 °C. Середня річна кількість опадів – 1010 мм.
| Клімат поселення                              | Клімат поселення | Клімат поселення | Клімат поселення | Клімат поселення | Клімат поселення | Клімат поселення | Клімат поселення | Клімат поселення | Клімат поселення | Клімат поселення | Клімат поселення | Клімат поселення | Клімат поселення |
| Показник                                      | Січ.             | Лют.             | Бер.             | Квіт.            | Трав.            | Черв.            | Лип.             | Серп.            | Вер.             | Жовт.            | Лист.            | Груд.            |                  |
| Середній максимум, °C                         | 7,04             | 7,52             | 10,08            | 13,94            | 18,54            | 21,88            | 22,52            | 22,25            | 18,59            | 14,65            | 10,14            | 7,14             |                  |
| Середня температура, °C                       | 0,45             | 0,93             | 3,49             | 7,36             | 11,95            | 15,29            | 17,64            | 17,38            | 13,70            | 9,78             | 5,27             | 2,27             |                  |
| Середній мінімум, °C                          | −6,16            | −5,66            | −3,1             | 0,76             | 5,36             | 8,69             | 12,77            | 12,50            | 8,82             | 4,91             | 0,40             | −2,61            |                  |
| Норма опадів, мм                              | 79               | 72               | 76               | 84               | 69               | 73               | 49               | 62               | 88               | 115              | 133              | 110              |                  |
| Середньомісячна швидкість вітру, м/с          | 2.80             | 3.18             | 3.16             | 3.04             | 2.70             | 2.37             | 2.32             | 2.24             | 2.54             | 2.69             | 3.11             | 3.24             |                  |
| Середньомісячна сонячна радіація, кДж/м²·день | 5354             | 8057             | 11768            | 15973            | 19553            | 22203            | 23933            | 21126            | 15751            | 10343            | 5946             | 4585             |                  |
| --------------------------------------------- | ---------------- | ---------------- | ---------------- | ---------------- | ---------------- | ---------------- | ---------------- | ---------------- | ---------------- | ---------------- | ---------------- | ---------------- | ---------------- |
| Джерело:                                      |                  |                  |                  |                  |                  |                  |                  |                  |                  |                  |                  |                  |                  |